# 日立エイチ・ビー・エム
株式会社日立エイチ・ビー・エム（ひたちエイチビーエム）は、かつて存在した日立グループのSEの会社である。日立内ではHBMと呼ばれていた。
2009年に日立電子サービスと合併し消滅した。

## 歴史
- 1984年（昭和59年）4月1日 - 日立電子サービスの営業、ソフト部門を分離する形で設立される。
- 2005年（平成17年）12月 - 中国支社の事業を日立中国ソリューションズに譲渡。
- 2006年（平成18年）4月1日 - 九州支社の事業を日立システム九州に譲渡。
- 2009年（平成21年）10月 - 日立電子サービス株式会社と合併し、消滅。
- 2011年（平成23年）10月 - 日立電子サービスが日立情報システムズと合併し、日立システムズとなる。